# Rollin

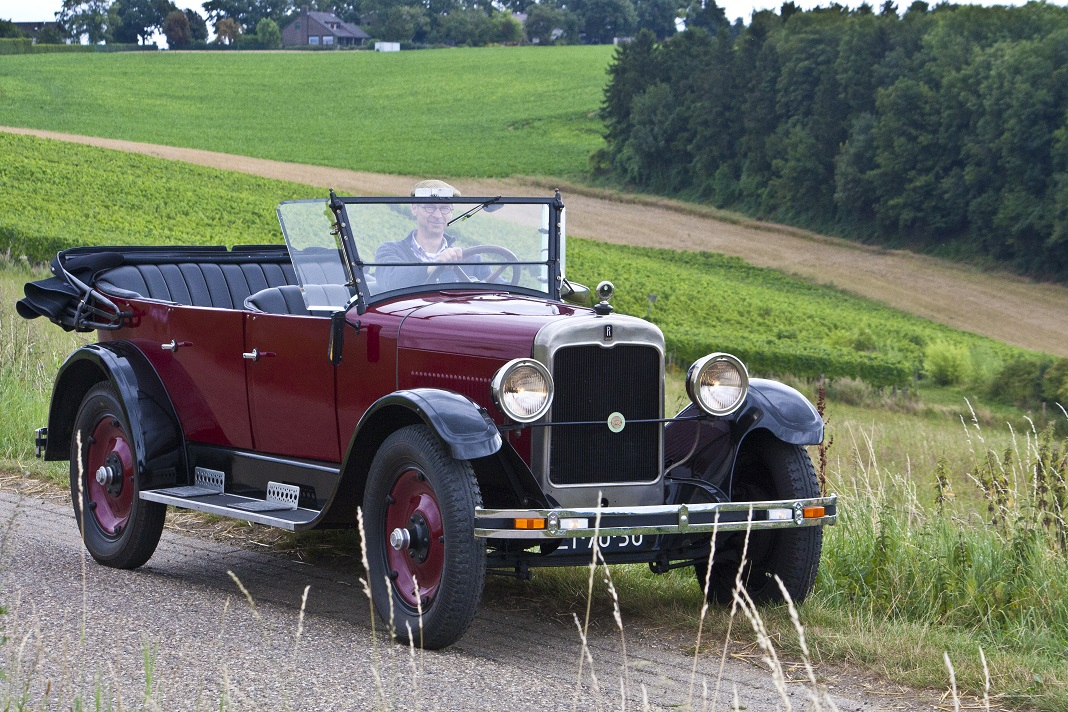
Rollin (1924)

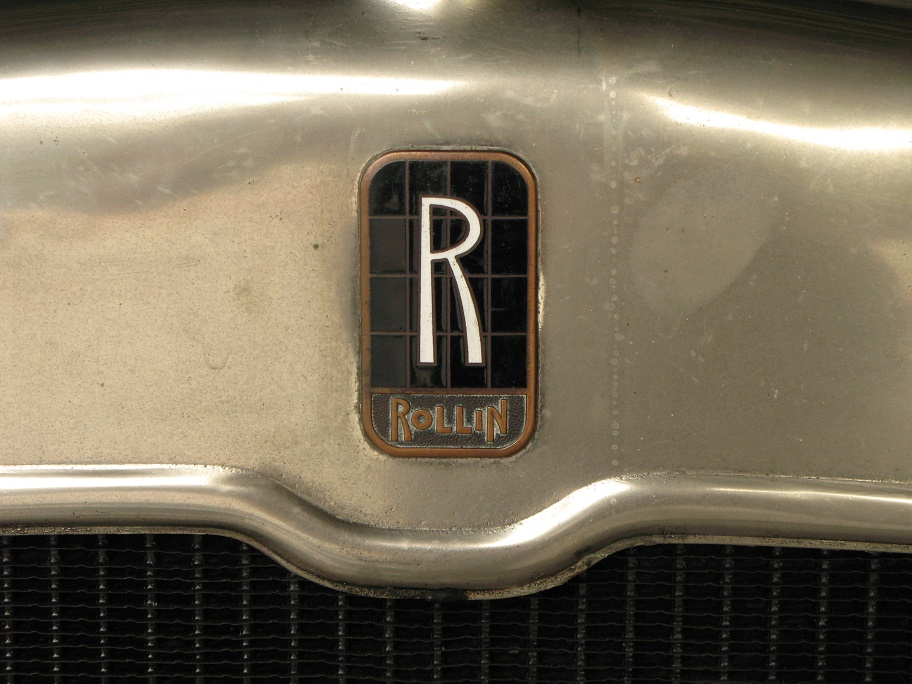
Rollin embleem

Rollin is een automerk uit de Verenigde Staten.
De autofabriek The Rollin Motors Co. was gevestigd in Cleveland en opgericht in juni 1923 door Rollin Henry White en bouwde auto's onder het merk Rollin. Rollin White was daarvoor hoofdingenieur bij de White Motor Company. Zijn vader Thomas H. White was oprichter van de White Sewing Machine Company, White Steamer en de White Motor Company.
Rollin White wist in de fabriek van zijn vader een zeer betrouwbare stoomauto te bouwen. Uiteindelijk zijn er ca. 10.000 White stoomauto’s gebouwd, van 1900 tot ca. 1914, en waren daarmee de grootste, zelfs meer dan van het bekende merk Stanley. Na de Eerste Wereldoorlog ging de White Motor Company over op het bouwen van vrachtwagens en werden later, tot 1980, gebouwd onder de naam White Trucks. Toen ging het heel slecht met White Trucks en heeft Volvo delen van de activa overgenomen.
Rond 1912 kreeg Rollin White meer interesse voor landbouwtractoren en wilde deze gaan bouwen met een aantal onderdelen van de White Trucks. De White Company was hier niet in geïnteresseerd en vervolgens richtte Rollin White samen met zijn broer, Clarence, de Cleveland Motor Plow Company op. Dit werd later Cletrac tractor. Rollin White verliet rond 1921 Cletrac en ging toen personenauto’s bouwen onder merk Rollin. De motor van Cletrac werd wel als basis gebruikt voor de motoren in de Rollin auto’s.
De techniek van de Rollin was voor die tijd zeer vooruitstrevend, met onder andere remmen (mechanisch bediende remschoenen met remtrommel) op alle voer de wielen, zuigers en drijfstangen van aluminiumlegering, oliedruksmering door middel van een oliepomp en viermaal gelagerde krukas. Circa de helft van de auto’s werden geëxporteerd naar het toen relatief rijke Australië en enkele voertuigen gingen naar Europa. Er waren vier modellen; “Brougham”, “Sedan”, “3 passenger Coupe” en het model “Touring” en kostte destijds in de Verenigde Staten US$ 995. Het plan was om een economische auto te bouwen en daarmee een deel van de lage prijs markt te kunnen veroveren maar de auto bleek toch nog te duur. In het beste jaar, 1924, zijn er ca. 6500 geproduceerd en eind 1925 ging de fabriek failliet.
De Rollin Preservation Society presenteerde in 2023 een documentaire over een zeer zeldzame nog op de openbare weg toegelaten Rollin.